# Editor esadecimale

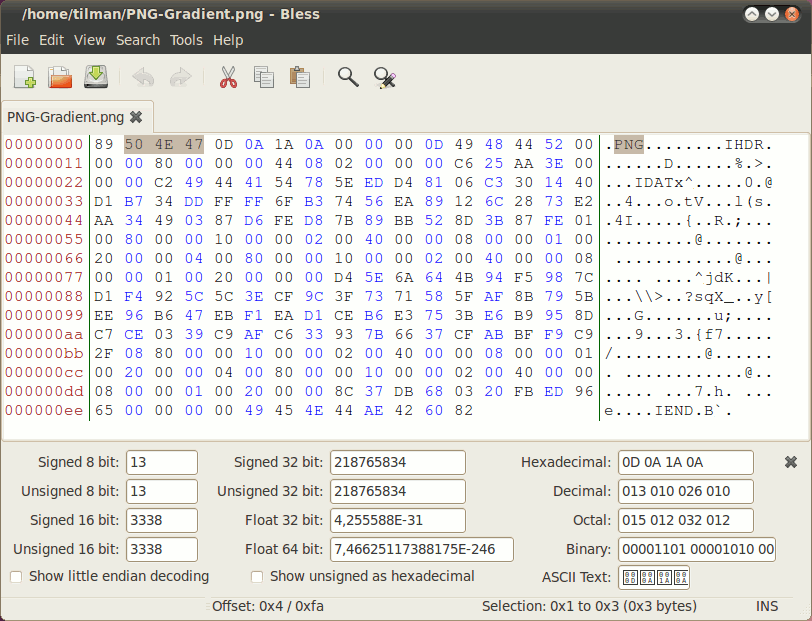
Bless, un editor esadecimale visualizzante l'inizio di un file PNG

Un editor esadecimale (o hexeditor) è un editor in grado di gestire la rappresentazione in formato esadecimale di ogni singolo byte di qualunque tipo di file, e di consentirne la modifica.
A differenza degli editor specializzati, ad esempio di testo, che normalmente non visualizzano i caratteri di controllo, l'editor esadecimale non effettua alcuna distinzione.
La rappresentazione in formato esadecimale è particolarmente efficiente, poiché ogni singolo byte viene sempre rappresentato da una coppia di caratteri, tuttavia sono spesso disponibili formati di visualizzazione alternativi, quali il decimale o l'ottale. Analogamente, i soli byte coincidenti con un carattere visualizzabile secondo la codifica ASCII possono venir rappresentati con il relativo carattere tipografico.
Può essere utilizzato per vari scopi: si possono fare modifiche ai programmi eseguibili, per esempio traducendo le stringhe da una lingua all'altra, oppure si possono fare piccole modifiche al codice (anche a scopi di cracking). Inoltre con un po' di esperienza può essere usato per recuperare dati da file corrotti che non vengono più aperti dall'applicazione registrata.
La schermata di un comune hexedit è divisa in tre colonne: la posizione sul file (offset o indirizzo), la visualizzazione esadecimale e la visualizzazione ASCII degli stessi dati.